# 江京
江京（？—125年），東漢中常侍、大長秋。

## 生平
建光元年（121年），鄧太后去世，漢安帝乳母王聖與時任中常侍的江京等人誣陷鄧騭兄弟和劉翼圖謀不軌，打算謀取帝位，劉翼被貶為都鄉侯，遣歸河間。
延光三年（124年），王聖、時任大長秋的江京、中常侍樊豐誣陷太子劉保的乳母王男、廚監邴吉。兩人被殺，劉保數為嘆息。王聖等人擔心有後患，便和樊豐、江京誣陷劉保，於是劉保被廢爲濟陰王。
延光四年（125年），三月，漢安帝駕崩，閻皇后和閻顯兄弟和江京、樊豐等密謀：“如今陛下在路途中去世，濟陰王人還在洛陽。消息一旦洩漏，公卿大臣若立濟陰王繼承帝位，對我們來說將是大患。”於是謊稱漢安帝病入膏肓，回程途中，供食問候如同往常。十一月初四，發生地震。這天夜裏，中黃門孫程等十九人斬殺江京、劉安、陳達等人，迎濟陰王劉保登基為帝。

## 評價
- 崔瑗：中常侍江京等惑蠱先帝，廢黜正統，扶立疏孽。《資治通鑑·卷五十一》